# 朱莉·福迪
朱莉·福迪（英語：Julie Foudy，1971年1月23日—），美国女子足球运动员，司职中场。她曾代表美国国家队参加1996年、2000年和2004年夏季奥林匹克运动会足球比赛，获得二枚金牌和一枚银牌。